# Norra Finnledens tallskogs naturreservat
Norra Finnledens tallskogs naturreservat är ett naturreservat i Söderköpings kommun i Östergötlands län.
Området är naturskyddat sedan 2020 och är 16 hektar stort. Reservatet ligger vid havsstranden nordvästra hörnet av Södra Finnö sydost om Söderköping och består av berghällar, tallskog och granskog.